# 唾液腺涙腺炎
唾液腺涙腺炎（だえきせんるいせんえん、英:sialodacryoadenitis）とは唾液腺涙腺炎ウイルス感染を原因とするラットの感染症。唾液腺涙腺炎ウイルスはコロナウイルス科コロナウイルス属に属するRNAウイルス。呼吸器を介した飛沫感染あるいは感染動物との直接接触により伝播し、症状として下顎腺の腫脹を伴う頚部の膨大、涙腺の腫脹による眼球突出を示す。治療法はない。